# Enclisis macilenta
Enclisis macilenta là một loài tò vò trong họ Ichneumonidae.